# Романов, Вукол Федотович
Вукол Федотович Романов (Вукол Федотов, Вукол Петров; ум. в 1792 г.) — российский преподаватель, писатель, автор «Краткой Российской грамматики», выдержавшей восемь изданий.
Сын дьячка Новгородского Лисицкого монастыря. Учился в Новгородской семинарии, в 1755 году прислан студентом в Московский университет. С 1762 года учитель грамматики в московской университетской гимназии.
Издал в Санкт-Петербурге «Письмо Святейшего Правительствующего Синода члену, Его Имп. Величества учителю Богословия, Свято-Троицкия Сергиевой лавры Высокопреподобнейшему господину отцу священно-архимандриту Платону от Новгородской семинарии, сочиненное тояж семинарии философии студентом Вуколом Романовым 1770 года, сентября дня», а также «Краткие правила российской грамматики, собранные из разных российских грамматик в пользу обучающегося юношества в гимназиях Императорского Московского университета», которые в течение 1773—1790 годов были изданы восемь раз. Известно также, что он писал стихи.